# Endó Súszaku
Endó Súszaku (遠藤 周作; Hepburn: Shūsaku Endō; Tokió, 1923. március 27. – Tokió, 1996. szeptember 29.) japán regény- és drámaíró, humorista, a legismertebb katolikus japán író.

## Élete
Tokióban született, de szülei hamarosan a japán befolyás, majd megszállás alatt levő Mandzsúriába költöztek vele. 1933-ban a szülők elváltak, anyja hazavitte Endót Japánba, és katolikus nagynénje hatására 1935-ben megkereszteltették (a keresztségben a Pál nevet kapta).
Mellhártyagyulladása miatt alkalmatlan volt a II. világháborúban való részvételre, és később is sokat szenvedett légzőszervi bántalmaktól. Több műve kórházakban játszódik, ezekben a fizikai károsodás gyakran erkölcsi defektust szimbolizál. A Keió Egyetem francia szakának elvégzése után 1950-ben Franciaországba utazott, és a Lyoni Egyetemen két és fél évig Mauriacot, Bernanos-t és általában a francia katolikus írókat tanulmányozta.
Japánba való visszatérése előtt Palesztinába ment, hogy Jézus nyomdokaiban járhasson. Számos regényt és színdarabot írt, némelyiket 25 nyelvre lefordították. Gyakran emlegették a Nobel-díj esélyesei között, Graham Greene „korunk egyik legjobb írójának” nevezte, de elismerő méltatásokat kapott John Updike-tól, Misima Jukiótól is. Élete utolsó éveiben ikonikus figurává vált hazájában (ahol a keresztények lélekszáma ma sem haladja meg az 1%-ot), még televíziós talk-show-t is vezetett. 1985 és 1989 között a Japán PEN Club 10. elnöke volt. 1995-ben a Kultúra-érdemrenddel tüntette ki a japán uralkodó.

## Művészete

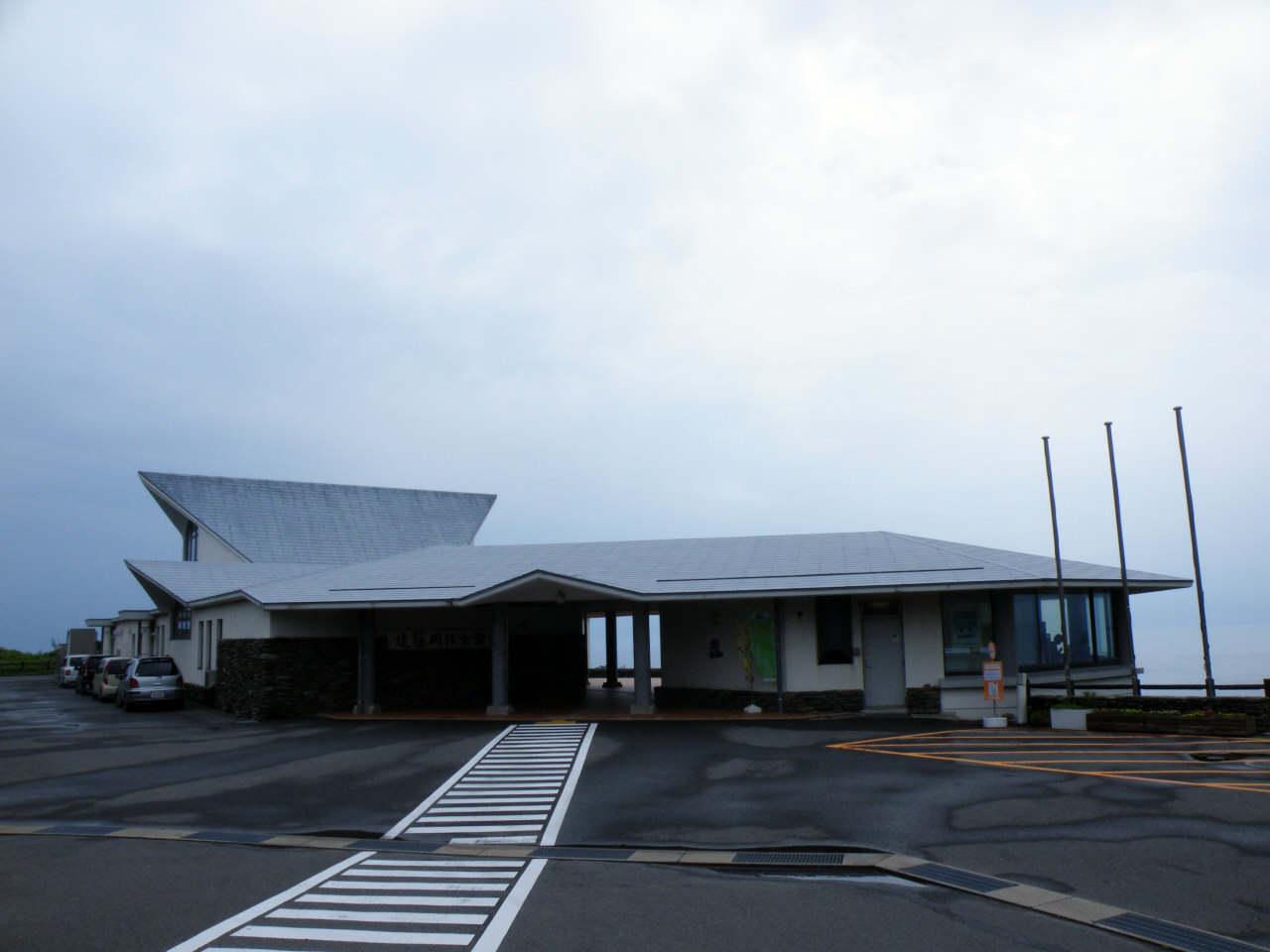
Az emlékének szentelt irodalmi múzeum épülete Nagaszakiban

Első két regénye, a Siroi hito (1955, „Fehér ember”, elnyerte az Akutagava-díjat) és a Kiiroi hito (1955, „Sárga ember”) a nyugati és a japán ember kereszténység-, bűn- és bűntudatfogalmát állítja szembe egymással. Az Umi to dokujaku-ban (1957, „Tenger és méreg”) immorális japán orvosok viviszekciót hajtanak végre egy fogságba esett amerikai pilótán. Egyik legismertebb regénye, a Némaság (1966, Csimmoku, elnyerte a Tanizaki-díjat) a 17. századi japán keresztényüldözésekről szól, s olyan Krisztus-figura ábrázolására törekszik, akit az író honfitársai is el tudhatnak fogadni. Másik népszerű regénye, a Szamurai (1980, „A szamuráj”, elnyerte a Noma-díjat) félig történelmi regény, amely egy 1614-es japán küldöttség útját írja le Mexikóba és Európába, félig pedig „énregény” egy japán ember keserves útjáról a kereszténységhez.

## Magyarul
- Némaság; ford. Lukács László; Szt. István Társulat, Bp., 1987
- Némaság; ford. Galamb Zoltán; Cartaphilus, Bp., 2013
- Csodálatos bolond; ford. Nemeshegyi Péter és Iketmatsu-Papp Gabriella; Jezsuita, Bp., 2023.